# Schizoporella patula
Schizoporella patula är en mossdjursart som beskrevs av Hayward och Ryland 1995. Schizoporella patula ingår i släktet Schizoporella och familjen Schizoporellidae. Inga underarter finns listade i Catalogue of Life.